# 广州交响乐团
广州交响乐团（Guangzhou Symphony Orchestra，简称广交或GSO）是一个位于中国广州市的交响乐团，为广东省文化厅直属事业单位。 乐团成立于1957年，是中华人民共和国最早的交响乐团之一，在中国乐坛具有相当的影响力。
广州交响乐团曾先后邀请众多中国和外国著名音乐家一起举行音乐会，除了交响音乐会外，歌剧和芭蕾舞剧也被纳入乐团的演出计划。从2004年起，乐团在每个音乐季都会上演至少一部音乐会版歌剧，并与多个世界著名的芭蕾舞团合作演出。此外，广州交响乐团是中国唯一曾在五大洲都进行过巡演的交响乐团。
中国指挥家余隆在2003年接替香港人叶咏诗成为广州交响乐团现任音乐总监。叶咏诗曾于2001年至2003年担任广州交响乐团音乐总监，现为乐团首席客席指挥。著名的节奏口技和长笛演奏家格雷格·帕蒂洛也曾作为广州交响乐乐团的首席长笛演奏者。

## 历史
1957年4月18日，华南文工团的一群老音乐家在广州创立广州乐团（后改为广州交响乐团），旨在提高华南地区的音乐品位。最初主要演出一些小型作品，以及音乐普及工作。1966年后，受到文化大革命影响，乐团各项工作被迫停顿，至1977年恢复。在起步阶段，受到流行音乐的冲击。
1989年，乐团开始体制改革，多次参与国内外各种音乐节和艺术节演出。并在1996年聘请香港指挥家叶咏诗出任首席指挥。1997年，乐团进行第二次体制改革，建立起有效的内部管理机制，同时还确立了「音乐季」的演出制度，更趋于职业化。
1998年6月，星海音乐厅正式启用以后，音乐季的演出地点从友誼劇院转移到星海音乐厅。
2000年后，乐团多次参与国际巡演。2001年11月，广州交响乐团成为中国首个在维也纳金色大厅进行音乐演奏的省级交响乐团。
2003年，第二次出访欧洲成功演出，使广州交响乐团获得了国际著名的专营文化艺术体育经纪的跨国大型企业IMG公司的全球演出代理，成为这家世界知名的文化艺术体育经纪公司接纳的唯一中国乐团，为乐团的发展提供了一个良好的国际平台。
2006年12月,乐团应邀担任了在卡塔尔首都多哈举行的第十五届亚洲运动会开幕式和闭幕式的全场音乐演奏。

## 社会活动
2008年4月，广州交响乐团以公益性普及音乐会的形式，为北京、南京、武汉、西安和成都等5所城市的高校师生义务演出。藉此普及推广高雅音乐、培育观众素质、提升城市形象。而在此之前，广州交响乐团面对机关、学校等单位举办的义务交响乐普及活动「走进交响乐」已经坚持了多年。
2010年国庆黄金周期间，广州交响乐团于9月30日及10月6日在广州二沙岛分别举行了「二沙岛草坪音乐会」和「星海音乐厅广场音乐会」两场户外音乐会，乐师们以短袖T恤亮相，演奏中国歌曲及民族管弦乐曲，并对公众免费开放。这是广州历史上的首次户外音乐会，它以不受演出场馆限制及嘉年华式的演出气氛而受到近千市民追捧。

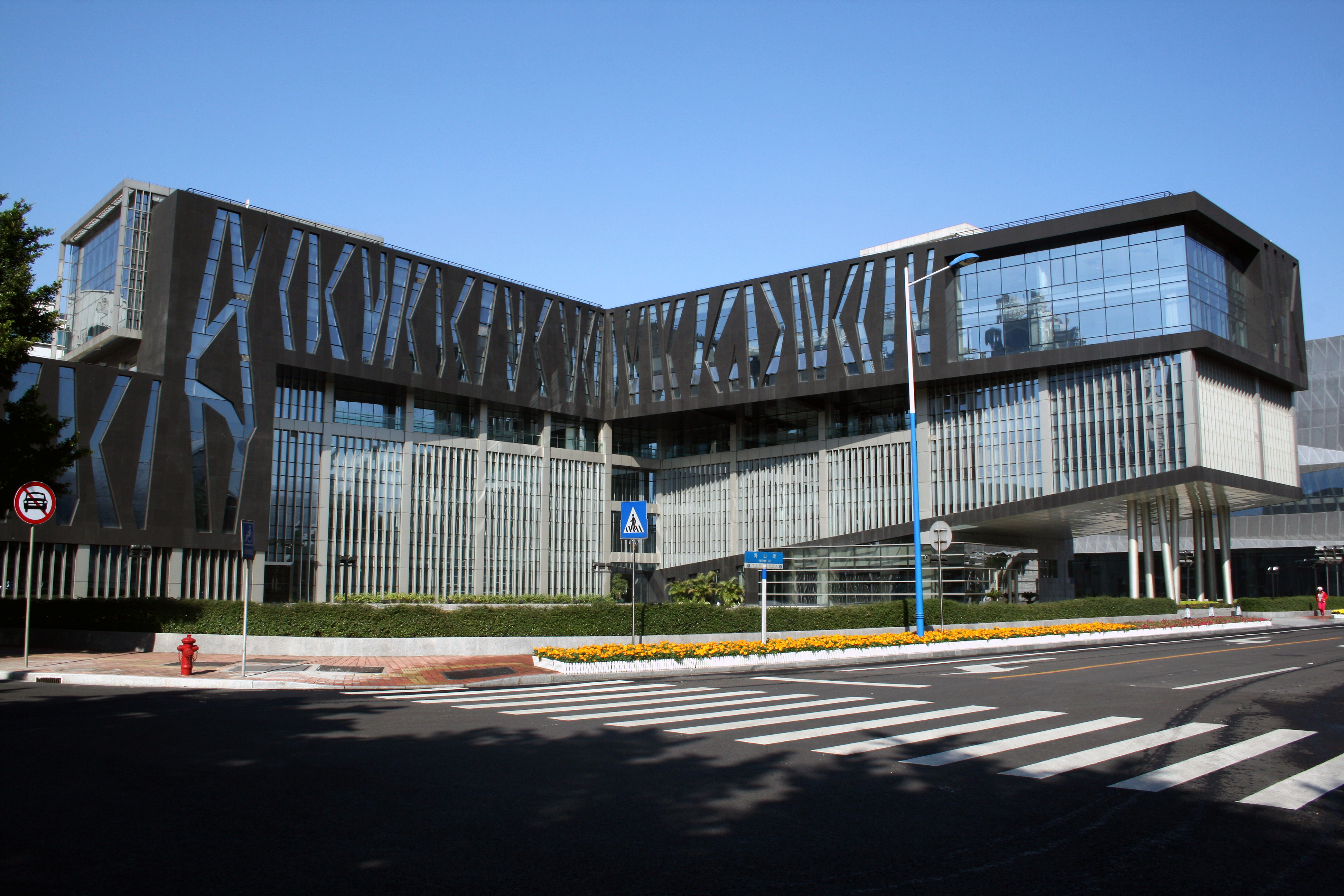
广东星海演艺集团大楼

## 驻地
广州交响乐团的行政及排练场所位于广州二沙岛星海音乐厅西侧的广东星海演艺集团大楼。大楼总建筑面积为13922平方米，主要功能设施包括一个面积为500平方米的主排练厅、一个面积为300平方米的副排练厅，和总面积约500平方米的七个声部排练室、1800平方米的音乐培训场地以及乐团业务行政办公场地。

## 资料来源
1. ↑  . 广东省人力资源和社会保障厅.   [2008-10-06].[永久]
2. ↑  . 南方都市报.   [2008-10-06].[永久]
3. ↑  . 广州交响乐团.   [2010年12月9日]. （原始内容存档于2010年12月16日）.
4. 1 2 3  . 广州日报.   [2008-10-07]. （原始内容存档于2006-03-15）.
5. ↑  . 南方都市报.   [2010年12月10日]. （原始内容存档于2016年3月4日）.
6. ↑  . 星海音乐厅.   [2010年12月9日]. （原始内容存档于2016年3月4日）.
7. ↑  . 新华网.   [2010年12月10日].
8. ↑  . 中国评论新闻网.   [2010-01-18]. （原始内容存档于2016-03-05）.
9. ↑  . 信息时报.   [2010年12月9日].[永久]
10. ↑  . 南方都市报.   [2010年12月9日].[永久]
11. ↑  . 广州日报.   [2010-01-18]. （原始内容存档于2016-03-06）.